# Perez Leshem
Perez Leshem (hebräisch פרץ לשם; * 5. September 1903 in Chemnitz; † 6. Oktober 2003 in Israel) kam als Fritz Lichtenstein zur Welt und war der Sohn von Oscar (* 10. März 1865 in Preußisch Eylau; gestorben am 2. Oktober 1942 im Ghetto Theresienstadt) und Cläre Lichtenstein (geborene Wollenberg; * 21. Juni 1872; † 30. April 1936). Er war früh in der jüdischen und zionistischen Jugendbewegung aktiv und übersiedelte bereits 1926 in den Kibbuz Jagur. Seit 1931 hielt er sich wieder in Europa auf und war – immer wieder unterbrochen von Palästina-Aufenthalten – in leitender Funktion für den Hechaluz und andere jüdische Organisationen tätig: in der Flüchtlings- und Rettungsarbeit und insbesondere auch in der Organisation der Auslands-Hachschara. Nach dem Zweiten Weltkrieg und der Gründung des Staates Israel war Leshem von 1950 bis 1967 Mitarbeiter im israelischen Auswärtigen Dienst und zuletzt von 1963 bis 1967 tätig als israelischer Generalkonsul in der Bundesrepublik Deutschland.
1973 erschien Perez Leshems Buch Straße zur Rettung 1933–1939. Nach Knut Bergbauer ist dieses „kenntnisreiche[.] wie quellenbasierte[.]“ Werk eines „der besten und informativsten Arbeiten zur deutschen Hachschara“.:S. 60

## Familie
Der Kaufmann Oscar Lichtenstein gründete im Frühjahr 1895 in Chemnitz zusammen mit einem Partner die Firma Lichtenstein & Co., eine Großhandlung für Stoffhandschuhe. Im August 1897 wurde die Ehe zwischen ihm und Clara (Cläre) Elise Wollenberg geschlossen, aus der Zwischen 1900 und 1908 vier Kinder hervorgingen. Über das Leben der Schwestern Agnes Carlotta (verheiratete Munz; * 13. April 1900 in Chemnitz; † 17. November 1992 in Wellington) und Käthe ist nichts bekannt. Bruder Hans Lichtenstein (* 1. August 1905 in Chemnitz; † 14. September 1994 in Blaricum) war ein bekannter Dirigent, Pianist, Begleiter und Sänger, der unter anderem mit Richard Tauber zusammenarbeitete. Nach dem Machtantritt der Nazis wurde er in Hamburg entlassen und lebte vermutlich ab 1936 in den Niederlanden. Hier tauchte er 1942 unter und entging so seiner Deportation. Nach dem Zweiten Weltkrieg lebte und arbeitete er – unterbrochen von einem mehrjährigen Aufenthalt an der Oper in Antwerpen – weiterhin in den Niederlanden.

## Leben vor 1933
Perez Leshems „Familie gehörte dem liberalen Judentum an“. Er besuchte das Reformrealgymnasiums in Chemnitz und absolvierte dort auch eine Lehre in einer Textilfabrik, nach Ina Teitel in der seines Vaters.:S. 5 Er war früh in der zionistischen Jugendbewegung aktiv, nahm für ein Jahr am Ersten Weltkrieg teil und soll zu den Gründern der Organisation Jüdischer Wanderbund gehört haben.
Leshem soll seit 1923 in der Landwirtschaft tätig gewesen sein. Er heiratete in erster Ehe Betty Frölich und übersiedelte mit ihr 1926 nach Palästina in den Kibbuz Jagur. Die Recherchen von Ina Treitel haben über diese Ehe wenig in Erfahrung gebracht. Fest steht nur, dass aus ihr zwei Söhne hervorgegangen sind, und Leshem bei einer Palästinareise Ende 1938/Anfang 1939 beabsichtigt habe, sowohl die Scheidung von Betty Fröhlich zu vollziehen, als auch die Heirat mit Käthe Hirsch (siehe unten).:S. 7
Während der Zeit im Kibbuz Jagur erfolgte Leshems Beitritt zur Mapai, und von hier aus kam er ab 1931 „als Schaliach des Hechaluz immer wieder nach Deutschland“:S. 60 und war „1931/33 leitender Beamter des ‚Hechaluz‘, Deutscher Landesverband, in Berlin“. Leshem selber benutzte statt des Begriffs Schaliach meistens dessen Plural Schlichim (Boten, Gesandte) und betonte deren Bedeutung für die chaluzische Bewegung, die sie, gestützt auf ihre eigenen Erfahrungen in Palästina und in den Kibbuzim, im Auftrag der Histadrut unterstützten.

„Es steht außer Frage, dass ohne die Schlichim die Hechaluzverbände weder entstanden wären, noch sich so entwickelt hätten, wie sie es zwischen 1920 und 1940 taten. Die Schlichim der Histadrut bildeten das Rückgrat der Hechaluzbewegung.“

## Hechaluz-Aktivist zwischen 1933 und 1943
Eine der Aufgaben der Schlichim war der Aufbau der Auslands-Hachschara, und der widmete sich Leshem sehr intensiv. „Der Aufbau der Auslandshachscharah begann im April 1933, als ich als Sekretär des deutschen ‚Hechaluz‘ zunächst in Strassburg und dann in Paris die Möglichkeiten der Unterbringung von Chaluzim in Frankreich prüfte.“:S. 11 Im lothringisch-luxemburgischen Grenzgebiet waren er und David Shaltiel im Frühjahr 1933 an den Vorbereitungen für die Gründung des Kibbuz HaOlim beteiligt, des „erste[n] Kibbuz des ‚Hechaluz‘ in Frankreich“.:S. 32
Nach Paris, „das sehr bald das verwaltungstechnische Zentrum der deutschen Auslandshachscharah überhaupt und Frankreichs insbesondere wurde“:S. 12, wechselte er noch 1933. Ende Dezember 1933 fand im Kibbuz HaOlim die erste beratende Versammlung des Hechaluz in Frankreich statt, an der neben Enzo Sereni als Vertreter des Berliner Hechaluz-Zentrums auch Leshem in seiner Funktion „als Sekretär des ‚Hechaluz‘ und damaliger Leiter der Auslandshachscharah in Paris“ teilnahm.:S. 35 Nach Treitel kehrte Leshem 1934 nach Jagur zurück, bevor er von dort im darauf folgenden Jahr erneut ins Ausland geschickt wurde und von Paris aus zu Reisen zu europäischen Auslands-Hachscharastätten aufbrach.:S. 5 f Diese von Leshem so genannte „Erkundungsfahrt“ führte ihn nach Holland, Dänemark, Schweden, Polen, Prag und Zürich, bevor er wieder nach Paris zurückkehrte.:S. 13 ff.
Leshems weitere Ausführungen über die Situation der Auslands-Hachschara in Frankreich und anderen europäischen Ländern sind ausführlich und informativ, aber sie enthalten kaum Anhaltspunkte, die über ihn persönlich und seine direkten Aktivitäten Auskunft geben. Laut Treitel muss er in der Folgezeit wieder nach Jagur zurückgekehrt sein, um von da aus im September 1938 zu einer zweiten Reise zu europäischen Hachscharastätten aufzubrechen, von der er erst Anfang Januar 1939 wieder nach Palästina zurückkehrte.:S. 6 Ziel der Reise war es, junge jüdische Pioniere aus Nazi-Deutschland, die sich in anderen europäischen Ländern aufhielten, auf die Einwanderung nach Palästina und auf das Leben im Kibbuz vorzubereiten. Nicht vorhersehbar fiel sie aber in eine Zeit, in der sich Ereignisse abspielten, die das Leben der Juden in Deutschland und Europa einschneidend veränderten: Münchner Abkommen und Novemberpogrome 1938. Leshem war unfreiwillig „Beobachter als auch als Teilnehmer des historischen Dramas [geworden], das für das europäische Judentum am Vorabend des Zweiten Weltkriegs so schicksalhaft war“. Seine Erlebnisse fanden ihren Niederschlag vor allem in seinen Briefen an seine zweite Frau, Käthe Hirsch.
Ilona Treitel war sich nicht sicher, ob Käthe Hirsch und Perez Leshem überhaupt verheiratet waren, da sie keine Unterlagen über Leshems Scheidung von Betty Fröhlich und die Eheschließung mit Käthe Hirsch ausfindig machen konnte.:S. 8 Dies wird ausgerechnet durch den einzigen Eintrag bestätigt, der über Fritz Lichtenstein außer seinen Geburtsdaten in der Datenbank von Ancestry zu finden ist: dem Eintrag des Todes, des „death of wife Käthe Hirsch“. Sie starb am 31. Juli 1941 in Henley-on-Thames, nach Treitel an Krebs.:S. 8 Käthe Hirsch, die 1903 vermutlich in Königs Wusterhausen zur Welt kam, lebte in den 1930er Jahren in Berlin, arbeitete im dortigen Sozialamt der Jüdischen Gemeinde und auch ehrenamtlich für zionistische Organisationen. Irgendwann nach dem Machtantritt der Nazis emigrierte sie nach Paris, lernte dort Perez Leshem kennen, arbeitete mit ihm zusammen und übersiedelte schließlich nach Palästina, um sich in Jagur niederzulassen.:S. 8 Im Herbst 1938 wurde sie vom Kibbuz Jagur als Mitglied aufgenommen und arbeitete dort als Kinderkrankenschwester.:S. 8 „Es bleiben Fragen offen: Kam sie zusammen mit Fritz an? Galten sie als Paar? Wann und wo wurde ihr Sohn geboren?“
Nach Treitel reisten Perez Leshem und Käthe Hirsch und ihr gemeinsamer Sohn im März 1939 nach London, Perez „im Auftrag der Kibbutz-Bewegung und der Histadrut“. Seine Aufgaben dort „standen im Zusammenhang mit der Jugend-Aliyah, insbesondere mit der Organisation und Unterbringung von Flüchtlingskindern aus Deutschland in Großbritannien im Rahmen der sogenannten Kindertransporte“. Mit den vielen Hilfsaktionen dort beschäftigte sich Leshem ausführlich im letzten Länderabschnitt seines Buches, ließ dabei aber seine eigene Rolle zunächst offen und beschrieb lediglich die durch die deutschen Luftangriffe auf London notwendig gewordenen Änderungen der Organisationsstruktur des Hechaluz.

„Während [..] der schweren allnächtlichen Luftangriffe auf London [..] wurde die Zentrale des ‚Hechaluz‘ teilweise nach Henley-on-Thames verlegt, um ihre regelmäßige Arbeit sicher zu stellen. Nur die Hachscharahabteilung blieb in London. Die Mittlerehachscharah wurde von Bydown aus betreut. Die Kulturarbeit, einschließlich der Herausgabe der Monatsschrift, "HaHaklai" (Der Landwirt), die der elementaren, theoretischen Unterweisung der landwirtschaftlich arbeitenden Chawerim diente, sowie die Verbindung mit den Behörden, soweit auch sie aus London evakuiert waren, wurden von Henley aus weitergeführt. Der Kontakt mit London, kaum 60 km entfernt, wurde durch wöchentliche Sitzungen dort und übers Telefon gewahrt.“

Erst in einer Fußnote auf der vorletzten Seite seines Textes lüftet Leshem seine eigene Rolle. Er führte aus, dass von Frühsommer 1939 an „die Leitung des Auslandshachscharah in England und später des ‚Hechaluz b’Anglia‘ in den Händen von Schlichim der Histadrut und der Kibbuzbewegung“ gelegen habe und er von 1939 bis 1943 der Sekretär des Sekretariats gewesen sei, dem drei weitere Abgesandte palästinensischer Kibbuzim angehört hätten.:S. 172 Der Tod von Käthe Hirsch findet in diesem Kontext keine Erwähnung.

## Fluchthelfer auf der iberischen Halbinsel

### Die Vorbereitung der Reise derNyassa
Leshems Buch endet im Jahr 1943. Seine nachfolgenden Aktivitäten lassen sich nur aus anderen Quellen rekonstruieren. Eine davon ist der schon erwähnte AJR-Artikel, in dem es heißt:

“In 1943, he was sent on a mission to Lisbon and Madrid, and successfully organised the rescue of the stranded Jewish refugees by enabling them to get to Palestine.”

„1943 wurde er auf eine Mission nach Lissabon und Madrid geschickt und organisierte erfolgreich die Rettung der gestrandeten jüdischen Flüchtlinge, indem er ihnen ermöglichte, nach Palästina zu gelangen.“

Wer Leshem nach Lissabon und Madrid geschickt hat, ergibt sich aus dem knappen Text nicht. Faktisch ging es darum, dass Leshem mit dieser Mission die Rettungsaktion des am 1. Juni 1943 bei einem Flugzeugabsturz ums Leben gekommenen Wilfrid Israel fortsetzen sollte. Ziel war es, die Ausreise jüdischer Flüchtlinge aus Spanien und Portugal nach Palästina zu organisieren. Wie es zu der Zusammenarbeit zwischen Leshem und Israel kam, klärt auch Israels Biografin Naomi Shepherd nicht, aber sie gibt einen kleinen Einblick in Leshems Mission.

„Es vergingen fünf Monate, ehe Fritz Lichtenstein, einer von Israels Mitarbeitern in England, in Portugal eintraf. Er brachte Israels Listen auf den neuesten Stand und schickte den ersten von vier Flüchtlingstransporten auf dem Seeweg nach Palästina. Die »Nyassa« durchkreuzte nach dem Ende des Nordafrikafeldzuges unbehelligt das Mittelmeer und traf im Januar in Haifa ein. Es war das erste Rettungsschiff aus Westeuropa, das Palästina während des Krieges erreichte.“

Leshem hat über diese und weitere Missionen 1969 in seinem Aufsatz Rescue Efforts in the Iberian Peninsula berichtet, mit dem er an die Rettungsbemühungen erinnern wöllte, „die im Auftrag der Jewish Agency for Palestine unter Beteiligung von Delegierten des deutschen Judentums in Spanien, Portugal, Tanger, Marokko und Algier zwischen 1943 und dem Ende des Zweiten Weltkriegs unternommen wurden“.:S. 231 Dass ihm diese Aufgabe nach dem Tod von Wilfrid Israel übertragen wurde, lag daran, dass der von der Jewish Agency zuerst für diese Aufgabe vorgesehene Walter Turnowsky, Gründer der Reiseagentur Egypt and Palestine Lloyd (Peltours), von den britischen Militärbehörden in Kairo kein Visum erteilt bekam. Aufgrund bereits bestehender Verbindungen zur Jewish Agency wurde dann Ende August 1943 Leshem gebeten, die Arbeit von Wilfrid Israel auf der iberischen Halbinsel fortzusetzen.:S. 232 Dabei ging es nicht nur um die Vorbereitungen des Transfers der Flüchtlinge nach Palästina, sondern auch um die Betreuung und Unterstützung der Flüchtlinge vor Ort und – soweit möglich – in den von den Deutschen besetzten Ländern.:S. 239
Leshems Aufgabe in der Vorbereitung des Schiffstransports bestand darin, eine Menge von Unwägbarkeiten in den Griff zu bekommen. Die wichtigsten waren wohl die Anzahl und die Art der Einwanderungszertifikat, die Auswahl der Flüchtlinge, die vorrangig in den Genuss eines Zertifikats kommen sollten und schließlich das Bestehen der portugiesischen Regierung auf Freies Geleit für das zu charternde Schiff.

“The “Navy cert”, the agreement allowing the boat’s journey at a given time and along a prescribed route between agreed ports, had to be issued by the Allied Authorities, represented by the British Ministry of War Transport, and the Freies Geleit from the German High Command. [..] The selection of candidates and their preparation for Aliyah could not be delayed until the certificates were safely deposited with the British Passport Control Officers nor could we wait for the agreement for the “Nyassa” to sail to be signed by JDC and the Portuguese shipping agency. We could not even wait for the conclusion of the negotiations between the Portuguese authorities and the belligerents. We just had to assume that everything would work out all right and on time and to act accordingly.”

„Das „Navy Cert“, die Genehmigung, die die Fahrt des Bootes zu einem bestimmten Zeitpunkt und entlang einer vorgeschriebenen Route zwischen vereinbarten Häfen erlaubt, musste von den alliierten Behörden, vertreten durch das britische Ministerium für Kriegstransporte, und dem „Freien Geleit“ des deutschen Oberkommandos ausgestellt werden. [..] Die Auswahl der Kandidaten und ihre Vorbereitung auf die Aliyah konnte nicht aufgeschoben werden, bis die Zertifikate sicher bei den britischen Passkontrollbeamten hinterlegt waren, und wir konnten auch nicht auf die Unterzeichnung der Vereinbarung über die Abfahrt der „Nyassa“ durch das JDC und die portugiesische Schifffahrtsagentur warten. Wir konnten nicht einmal den Abschluss der Verhandlungen zwischen den portugiesischen Behörden und den Kriegsparteien abwarten. Wir mussten einfach davon ausgehen, dass alles rechtzeitig klappen würde, und entsprechend handeln.“

Das vorgehende Schiff Nyassa konnte 750 Passagiere aufnehmen. Doch Leshem ging davon aus, dass nur etwa ein Fünftel von ihnen aus in Portugal lebenden jüdischen Flüchtlingen bestehen sollte. Die Mehrzahl sollte aus Spanien kommen – als Zeichen an die Juden in den von den Deutschen besetzten Ländern.

“Aliyah from Spain would more deeply affect the Jews in German-occupied France, Belgium and Holland, and give a moral uplift to the Jewish factions in the underground movements, particularly in France.”

„Die Alija aus Spanien würde die Juden im von Deutschland besetzten Frankreich, Belgien und den Niederlanden stärker beeinflussen und den jüdischen Fraktionen in den Untergrundbewegungen, insbesondere in Frankreich, einen moralischen Auftrieb geben.“

Am 15. Dezember 1943 reiste Leshem nach Madrid und traf sich dort mit Paul Block, der auch schon mit Wilfrid Israel zusammengearbeitet hatte. Sein Hauptstandort aber wurde Barcelona, wo in der Stadt und im Umland die meisten jüdischen Flüchtlinge lebten und zugleich die besten Möglichkeiten bestanden, Informationen aus dem von Deutschland besetzten Frankreich einzuholen und Kontakte nach dort herzustellen.:S. 247 Hauptaufgabe war es aber auch hier, die geeignetsten Kandidaten für die Übersiedelung nach Palästina auszuwählen, darunter auch Menschen, die im spanischen Miranda de Ebro Camp interniert waren.:S. 248
Am 3. Januar 1944 wurde Leshem per Telegramm aus Lissabon mitgeteilt, dass die Abfahrt der Nyassa von Lissabon für den 20. Januar 1944 arrangiert sei. Zu dem Zeitpunkt fehlten allerdings noch sehr viele Einreisepapiere für Palästina, und es mussten nun auch noch für 570 Menschen aus Barcelona und Madrid die Transporte zum Hafen von Cadiz und Zwischenunterkünfte dort bis zur Ankunft der Nyassa am 24. Januar 1944 mit 170 Flüchtlingen aus Lissabon organisiert werden.:S. 250 Parallel dazu verhandelte Leshem mit dem Spanischen Außenministerium über die vorübergehende Aufnahme von 73 sephardischen Juden aus Athen und Perpignan, für die die Chance bestand, dass sie von den Deutschen freigelassen würden und über Spanien in ein UNWRA-Camp im marokkanischen Fedala gebracht werden könnten. Ein weiteres Gesprächsthema waren Verbesserungen für die im Miranda de Ebro Camp einsitzenden Juden.:S. 250
Am 16. Januar 1944 lagen für alle zum Transport ausgewählten Flüchtlinge die notwendigen Zertifikate der britischen Behörden vor und die Nyassa konnte am 23. Januar 1944 Lissabon verlassen. In Leshems Passagierstatistik ergab das folgendes Bild:S. 252–253:
- 170 Passagiere ab Lissabon.[24] Davon
  - 68 deutsche Juden,
  - 74 polnischstämmige Juden, die vor 1935 in Deutschland oder vor 1938 in Österreich gelebt hatten.
  - Die übrigen wohnten bis 1940 hauptsächlich in Frankreich.
- 570 Passagiere ab Cadiz. Davon
  - 50 Einwohner Spaniens, die teilweise aus Griechenland stammten,
  - 151 Juden aus Deutschland;
  - 260 Personen meist polnischer Abstammung, die ihren Wohnsitz in Deutschland vor 1933 hatten,
  - 80 Personen polnischer Abstammung mit Wohnsitz vor 1940 in Frankreich,
  - 6 kamen aus Tanger.

Von denen, die in Cadiz an Bord gingen, kamen neben den 6 Personen aus Tanger 138 von Madrid, 384 von Barcelona und 42 aus dem Miranda de Ebro Camp sowie den nicht weiter klärbaren Lagern in Uberagua, Nanclares de la Oca, Murguia und Lerida. Begleitet wurde der Transport von David J. Schweitzer (1899–1965), dem HICEM-Repräsentanten in Lissabon, und vier aus Deutschland stammenden Chaluzim (Pionieren), die in England ausgebildet worden waren. Sie sollten die Flüchtlinge während der Schiffsreise und später die Beamten der Jewish Agency in Haifa bei der Ausschiffung unterstützen.:S. 252
Einer der polnischstämmigen Juden, die an der Fahrt der Nyassa teilnehmen konnten, war der inzwischen staatenlose Léon Kacenelenbogen (1921–2017), den Leshem in Barcelona für die Mission ausgewählt hatte. Sein Schicksal, das ihn durch mehrere Internierungslager in Frankreich und das Miranda de Ebro Camp führte, ist Gegenstand des am 1. April 2025 auf arte gesendeten Dokumentarfilms Der Fall Léon K.Ein Schicksal im Zweiten Weltkrieg, der auch Bildmaterial über Leshem und von der Reise der Nyassa enthält.
Mit der Abfahrt der Nyassa war Leshems Mission auf der Iberischen Halbinsel eigentlich erfüllt. Die Jewish Agency in Jerusalem verlangte jedoch die die Fortsetzung seiner Arbeit in Spanien und Portugal bis Kriegsende. Nachdem sich beide Seiten über einen vorübergehenden Aufenthalt in London verständigt hatten, kehrte Leshem am 29. Januar 1944 nach Großbritannien zurück, um dann zwischen April I944 und September 1945 seine Arbeit auf der iberischen Halbinsel fortzusetzen. Die Notwendigkeit seiner vorübergehenden Rückkehr nach London begründete er mit der Notwendigkeit der persönlichen Berichterstattung und der Besprechung der Leitlinien für die weitere Arbeit.:S. 253 Dass dabei auch private Interessen eine Rolle gespielt haben, ist allerdings nicht unwahrscheinlich.
In den Archivalien über seine „Jewish Agency Mission to the Iberian Peninsula“ befindet sich eine Postkarte an „Mrs. E. E. Lichtenstein in London“ aus dem Jahr 1944, auf der der Monat ihrer Absendung leider nicht eindeutig zu entziffern ist. Die unter seinem Nachnamen adressierte Empfängerin der Karte war die wie er in Chemnitz geborene Eva Elisabeth Lappe (* 13. Dezember 1909; † 12. Dezember 1979 in Jerusalem). Ob sich die beiden schon von da kannten, ist nicht belegt. Sie war die Tochter des jüdischen Chemnitzer Rechtsanwalts und Notars Martin Lappe (* 16. August 1874 in Breslau; † 24. März 1942 in London), der unter den Nazis ab 1933 nicht mehr als Notar und ab 1. Dezember 1938 auch nicht mehr als Anwalt tätig sein durfte. Eva Lappe „hatte 1929 die Höhere Mädchenbildungsanstalt auf dem Kaßberg absolviert, danach in Leipzig Jura studiert“ und ihr Studium mit der Promotion abgeschlossen. Wann die Heirat zwischen Eva Lappe, die sich später Hava oder auch Chawa Leshem nannte, und dem damals noch seinen deutschen Namen führenden Fritz Lichtenstein stattfand, ist nicht bekannt. Die AJR weiß in ihrem Nachruf allerdings zu berichten, dass Eva „nach ihrer Heirat mit Perez Leshem (ehemals Fritz Lichtenstein) [..] seine Gehilfin bei seinen schwierigen Rettungsmissionen auf dem Kontinent und seiner Arbeit als israelischer Diplomat“ geworden war. Nach der Rückkehr des Paares nach Israel habe sie sich in zahlreichen sozialen und kulturellen Vereinigungen aktiv betätigt, „insbesondere zugunsten von körperlich und geistig Behinderten“.

### Die Fortsetzung der Rettungsmissionen
Leshem kehrte am 7. April 1944, dem Karfreitag, nach Lissabon zurück und richtete ein kleines Büro der Jewish Agency for Palestine (JAP) ein. Neben der iberischen Halbinsel gehörten nun auch die Internationale Zone von Tanger und Marokko zu den Gebieten innerhalb derer er sich um jüdische Flüchtlinge kümmern sollte. Dafür standen ihm vorerst noch einige Einwanderungszertifikate zur Verfügung, die für die Nyassa-Aktion nicht genutzt worden waren, sowie die Aussicht auf weitere 600 Zertifikate der Behörden in Palästina.:S. 254 f
Im Sommer 1944 war Leshem an der Rettung mehrerer Hundert sephardischer Juden beteiligt, für deren Interessen er sich schon früher bei der spanischen Regierung eingesetzt hatte (siehe oben). Sie wurden aus dem KZ Bergen-Belsen über Spanien und Marokko nach Palästina gebracht.
Einen weiteren Schwerpunkt von Leshems Arbeit bildete die Betreuung Hunderter einzelner Flüchtlinge aus Deutschland, Österreich, Ungarn, Italien, Frankreich und Polen, die in Tanger festsaßen. Etwa Hundert von ihnen konnten in den Jahren 1944/45 per Boot nach Palästina gelangen. 1945 stellten die Briten schließlich ein Schiff zur Verfügung, mit dem am 27. April 1945 248 Flüchtlinge und einige einheimischen jüdischen Familien nach Haifa aufbrechen konnten. Sie trafen dort am letzten Tag des Krieges in Europa ein.:S. 255
Auf der iberischen Halbinsel galt Leshems Aufmerksamkeit vor allem der spanisch-französischen Grenze. Er stand in intensiven Kontakten zu Vertretern der jüdischen Sektion des Maquis. Im Zentrum der Überlegungen standen Mittel und Wege, um Juden in Frankreich und insbesondere jungen ausgebildeten Arbeitern bei der Flucht nach Spanien zu helfen. Ziel war es, sie nach Palästina zu bringen oder sie zur Unterstützung der Alliierten zu gewinnen. Er stand selber bereits in Kontakt zu nach Spanien eingesickerten Flüchtlingen, wozu auch Kinder zählten die aus Heimen der Kinder- und Jugend-Alija in Südfrankreich nach Spanien und Portugal gebracht worden waren.:S. 255 Speziell für sie verließ am 23. Oktober 1944 ein Schiff Lissabon, nahm in Tanger weitere Flüchtlinge an Bord und transportierte sie nach Haifa. Die meisten von ihnen waren junge Mitglieder der deutschen Hehalutz- und Jugendbewegungen, die während des Krieges in Holland und Frankreich untergetaucht waren.:S. 256
Einschließlich der Nyassa-Aktion war Leshem an der Organisation von fünf Schiffstransporten mit Flüchtlingen nach Palästina beteiligt. Das fünfte Schiff verließ am 27. August 1945 mit 364 Flüchtlingen an Bord Lissabon in Richtung Haifa. Leshems Resümee über diese Rettungsaktionen, in dem ein wenig Verärgerung über die aus seiner Sicht unzureichende Würdigung seitens der JAP mitschwingt, lautet:

“The eighteen months of intensified rescue efforts over a wider area, which followed the “Nyassa” sailing, were made possible by the success of the initial mission of October 1943 to January 1944. About two thousand people, refugees for years, displaced and homeless, could build their lives again in Palestine. Others went later from Spain and Portugal overseas, to Canada and the United States. The Jewish Agency’s lmmigration Department reported these activities to the 22nd Zionist Congress in Basie in December 1946 in sparse language, on less than two pages. This naturally could not encompass the human side, nor explain circumstances and background, or give an idea of the actual development of the story which I have tried to present.”

„Die achtzehn Monate intensiverer Rettungsbemühungen in einem größeren Gebiet, die auf die Abfahrt der „Nyassa“ folgten, wurden durch den Erfolg der ersten Mission von Oktober 1943 bis Januar 1944 ermöglicht. Etwa zweitausend Menschen, jahrelang Flüchtlinge, Vertriebene und Obdachlose, konnten sich in Palästina ein neues Leben aufbauen. Andere gingen später von Spanien und Portugal aus nach Übersee, nach Kanada und in die Vereinigten Staaten. Die Einwanderungsabteilung der Jewish Agency berichtete auf dem 22. Zionistenkongress in Basel im Dezember 1946 in dürftigen Worten auf weniger als zwei Seiten über diese Aktivitäten. Dabei konnte natürlich weder auf die menschliche Seite eingegangen werden, noch konnten die Umstände und Hintergründe erklärt oder ein Eindruck von der tatsächlichen Entwicklung der Geschichte vermittelt werden, die ich versucht habe darzustellen.“

## Nach dem Ende des Zweiten Weltkriegs
Nach dem Ende des Zweiten Weltkriegs kehrte Leshem in den Kibbuz Jagur zurück:S. 6, bevor er von 1948 bis 1950 als Direktor der Jugend-Alija in Paris fungierte. 1950 verließ Leshem endgültig Jagur und trat in den diplomatischen Dienst des Staates Israel ein.:S. 6 Seine erste Stelle trat er als israelischer Konsul in London an, von 1963 bis 1967 war er Generalkonsul in der Bundesrepublik Deutschland.

## Werke
Eigene Veröffentlichungen
- Straße zur Rettung 1933–1939. Aus Deutschland vertrieben – bereitet sich jüdische Jugend auf Palästina vor. Verband der Freunde der Histadrut, Tel Aviv 1973, DNB 841078912.
  - Das Manuskript des Buches ist aufgeteilt in drei pdf-Dateien downloadbar aus dem Archiv des Hauses der Ghettokämpfer und komplett vom pid=IE8825013 Center for Jewish History aus dem Bestand des Leo Baeck Instituts. Für eine Zusammenfassung siehe:
  - Straße zur Rettung. Der Weg deutscher Juden nach Palästina. In: Aus Politik und Zeitgeschichte. Beilage zur Wochenzeitung Das Parlament. Jg. B, Nr. 16–17/73, 21. April 1973 (bpb.de [PDF; 9,5 MB]).
- Rescue Efforts in the Iberian Peninsula, Jahrbuch des Leo Baeck Instituts, Band 14, Ausgabe 1, Januar 1969, Seiten 231–256, (Online)

Übersetzung ins Deutsche
- Alex Carmel: Die Siedlungen der württembergischen Templer in Palästina, 1868–1918, W. Kohlhammer, Stuttgart 1973, ISBN 978-3-17-001636-1; Neuauflage 2000, ISBN 978-3-17-016788-9.
- (zusammen mit Beate von Schwarze) Arie Sharon: Kibbutz + Bauhaus. An architect's way in a new land, Karl Krämer Verlag, Stuttgart 1976, ISBN 978-3-7828-1430-0.

Mitarbeit an Buchprojekten
- In dem unter der Gesamtleitung von Werner Röder und Herbert A. Strauss herausgegebenen Biographischen Handbuch der deutschsprachigen Emigration nach 1933 ISBN 3-598-11420-6 wird Perez Leshem in Verbindung mit der Research Foundation for Jewish Immigration als weiterer Mitarbeiter aufgeführt. Auf Seite LVII heißt es dazu: „Generalkonsul a.D. Perez Leshem (Jerusalem) übernahm in Abstimmung mit Prof. Herbert A. Strauss (New York) und in Kontakt mit israelischen Wissenschaftlern und Regierungsstellen die Gesamtbearbeitung der Emigration nach Palästina bzw. Israel.“ Über ihn selber gibt es in dem dreibändigen Werk keinem Eintrag.

## Archivalien
- Center for Jewish History: Perez Leshem – Jewish Agency Mission to the Iberian Peninsula (October 1943 - September 1945), Archivmaterialien aus dem Bestand des Leo Baeck Instituts.
- Center for Jewish History: Records of HICEM/HIAS Office in Lisbon (includes Lisbon I-III). In den Archivalien finden sich sehr viele Materialien zu den von Lissabon ausgehenden Hilfsaktionen für jüdische Flüchtlinge, darunter auch die
  - Correspondence of Fritz Lichtenstein, new representative of The Jewish Agency in Lisbon, Sept. 29, 1943-May 25, 1945